# Placówka Straży Granicznej w Sępopolu
Placówka Straży Granicznej w Sępopolu – graniczna jednostka organizacyjna polskiej straży granicznej realizująca zadania w ochronie granicy państwowej.
24 sierpnia 2005 roku funkcjonującą dotychczas strażnicę SG w Sępopolu przemianowano na placówkę Straży Granicznej w Sępopolu.

## Terytorialny zasięg działania
Zasięg terytorialny placówki uległ zmianie z dniem 21.12.2007 roku i rozciągnął się na gminę Reszel powiatu kętrzyńskiego. 
W 2011 placówka Straży Granicznej w Sępopolu ochraniała odcinek od znaku granicznego nr 2272 do znaku granicznego nr 2225 .
Linia rozgraniczenia:
1. z placówką Straży Granicznej w Barcianach: wyłącznie znak graniczny nr 2225, dalej granica gmin Sepopol i Korsze oraz Barciany[4] .
2. z placówką Straży Granicznej w Bezledach: wł. znak graniczny  nr  2272, dalej granicą gmin Bartoszyce oraz Sepopol i Korsze; od znaku granicznego nr 2357 do znaku granicznego nr 2307[4] .

Poza strefą nadgraniczną obejmuje: z powiatu kętrzyńskiego gmina Reszel .

## Komendanci placówki
- ppłk SG Grzegorz Mucha (1.03.1997-18.05.2009) ← początkowo jako komendant strażnicy
- kpt. SG Mirosław Miklusz (19.05.2009 -?)[5]